# Maria Schrader
Maria Schrader (Hanôver, Alemanha, 27 de setembro de 1965) é uma atriz, roteirista e diretora alemã.
Se formou na Max-Reinhardt-Seminar, em Viena.
Sua performance em Aimée & Jaguar, que lhe rendeu o Urso de Prata de melhor atriz no Festival de Cinema de Berlim e reconhecimento internacional, só veio confirmar o que o cinema alemão já pressentia há um bom tempo. Teve seu primeiro sucesso no filme Keiner liebt mich, de Doris Dörrie, pelo qual recebeu um prêmio por sua atuação.
Ela também criou roteiros para o cinema (RobbyKallePaul; Eu estive em Marte; Confissões na noite; A Girafa). Co-dirigiu Eu estive em Marte, juntamente a Dani Levy, com quem foi casada.
Tem uma filha com o diretor Rainer Kaufmann, a quem deu o nome de Felice (sua personagem em Aimée & Jaguar).
Suas últimas atuações de destaque foram nos filmes Rosenstraße e Schneeland.
Schrader trabalhou também no teatro, sendo sua personagem mais conhecida Kriemhild, em Die Nibelungen.
Seu primeiro filme como diretora é  Liebesleben (Love Life) do ano de 2006.
Em 2020, dirigiu a minissérie de 4 episódios, Nada Ortodoxa, pelo qual venceu o Emmy
e em 2021, dirigiu o longa de grande sucesso, “Im Your Man (Ich bin dein Mensch)”, que foi escolhido como representante da Alemanha no Oscar de melhor filme internacional e rendeu para a atriz Maren Eggert o Urso de Prata no Festival de Cinema de Berlim.

## Filmografia
- Goldjunge (1988)
- RobbyKallePaul (1989)
- Eu estive em Marte (I Was on Mars) (1992)
- Je m'appelle Victor (1993)
- Ohne Mich (TV) 1993
- Magic Müller (TV) (1993)
- Halbe Welt (1993)
- Vida ardente (Burning Life) (1994)
- Keiner liebt mich (1994)
- Confissões da noite (Stille Nacht) (1995)
- Flirt (1995)
- Risiko Null - Der Tod steht auf dem Speiseplan (TV) (1995)
- Eine Unmögliche Hochzeit (TV) (1996)
- Der Kindermord (TV) (1996)
- A Impescável (Der Unfisch) (1997)
- A Girafa (Meschugge) (1998)
- Sou bonita? (Bin ich schön?) (1998)
- Aimée & Jaguar (1999)
- Camino de Santiago (Série de TV) (1999)
- Die Hochzeitskuh (1999)
- Emil und die Detektive (2001)
- O comerciante (Viktor Vogel - Commercial Man) (2001)
- Ausflug (2001)
- Operation Rubikon (TV) (2002)
- Väter (2002)
- Rosenstraße (2003)
- Lotte Lenya (TV) (2003)
- Schneeland (2003)
- Links blinken, rechts abbiegen (2003)
- Acting (curta) (2004)

## Filmes realizados
- Liebesleben (Love Life) (2006)
- Vor der Morgenröte (2016)
- Unorthodox (Mini-série com 4 Episódios, 2020)
- Ich bin dein Mensch (2021)

## Prêmios por sua atuação
- Max Ophüls Festival -
- Revelação feminina - 1992 (Eu estive em Marte)
- Mystfest -
- Melhor atriz - 1995 (Burning life)
- German Film Awards -
- Melhor Atriz- 1994 (Burning life)
- Melhor Atriz - 1994 (Keiner liebt mich)
- Melhor Atriz - 1994 (Einer meiner ältesten Freunde)
- Melhor atriz - 1998 (A girafa- Meschugge)
- Melhor Atriz - 1999 (Aimée & Jaguar)
- Berlin International Film Festival -
- Melhor Atriz - 1999 (Aimée & Jaguar)
- Bavarian Film Awards -
- Melhor Atriz - 1999 (Aimée & Jaguar)
- ....a continuar

## Prémios pelos filmes realizados
O filme Vor der Morgenröte, foi galardoado com o Prémio do Público na edição do Prémio Europeu de Cinema 2017 e tendo sido também no mesmo ano candidato pela Austria ao Oscar de Melhor Filme de Língua Estrangeira, mas nao chegou a ser pré-selecionado.
Em 2018 ganhou o Berliner Bär (prémio de cultura do jornal berlinense B.Z.)
2020 ela ganhou para a Mini-série da Netflix Unorthodox o Emmy Primetime Award na categoria „Melhor realizasao de uma mini-série“. (M.Schrader foi a primeira realizadora alema nominada para um Emmy. )
Deutscher Filmpreis (Prémio nacional de filmes) 2021 Melhor filme alemao do ano para Ich bin dein Mensch.
Além de mais ganhou em 2021 o prémio Romy (prémio austríaco em memória da Romy Schneider) na categoria Melhor realizasao TV/Stream.